# السبي البابلي
سبي بابل أو السبي البابلي أو الأسر البابلي هي فترة في التاريخ اليهودي أُسر فيها عدد كبير من اليهود من مملكة يهوذا القديمة، واقتيدوا قسرًا إلى بلاد بابل على أيدي البابليين، حدث التهجير على مراحل، حيث رُحّل حوالي 7,000 شخص بعد حصار القدس سنة 597 ق.م. إلى بلاد الرافدين، تلتها موجات أخرى من الترحيل بعد حصار القدس وتدمير هيكل سليمان سنة 587 ق.م.
في الرواية الكتابية، بعد معركة كركميش سنة 605 ق.م.، حاصر الملك البابلي نبوخذ نصر الثاني القدس، وانسحب بعد أن دفع يهوياقيم ملك يهوذا الجزية. في السنة الرابعة من حكم نبوخذ نصر الثاني، رفض يهوياقيم دفع المزيد من الجزية، مما أدى إلى حصار آخر للمدينة في السنة السابعة من حكم نبوخذ نصر الثاني (598/597 ق.م.) الذي نتج عنه وفاة يهوياقيم، ونفي خليفته يهويا كين ورجال بلاطه وجماعة أخرى إلى بابل. ثم نُفي صدقيا خليفة يهويا كين ومعه جماعات أخرى بعدما دمر نبوخذ نصر الثاني القدس في عامه الثامن عشر (587 ق.م.)، كما حدث ترحيل لاحق في العام الثالث والعشرين لنبوخذ نصر الثاني (582 ق.م.). ومع ذلك، فإن تواريخ وأعداد عمليات الترحيل وأعداد المنفيين تختلف في الروايات الكتابية المتعددة.
يروي الكتاب المقدس كيف أنه بعد سقوط الإمبراطورية البابلية الجديدة أمام الإمبراطورية الأخمينية في معركة أوبيس سنة 539 ق.م.، سمح الفرس لليهود المنفيين بالعودة إلى أرض مملكة يهوذا. وفقًا لسفر عزرا الكتابي، بدأ بناء الهيكل الثاني في القدس ق. 537 ق.م. في مقاطعة يهود مديناتا الفارسية الجديدة. تعتبر كل هذه الأحداث ذات أهمية بالنسبة لتاريخ وثقافة الشعب اليهودي، وكان لها في النهاية تأثير بعيد المدى على تطور اليهودية.
كشفت الدراسات الأثرية أنه على الرغم من تدمير مدينة أورشليم بالكامل، إلا أن أجزاء أخرى من مملكة يهوذا ظلت مأهولة بالسكان خلال فترة السبي. تشير السجلات التاريخية من بلاد الرافدين والمصادر اليهودية إلى أن جزءًا كبيرًا من السكان اليهود اختاروا البقاء في بلاد الرافدين. أدى هذا القرار إلى إنشاء مجتمع يهودي كبير في بلاد الرافدين عُرف باسم "الجولاه" (الشتات)، والذي استمر حتى العصر الحديث. ويُعتقد أن اليهود العراقيين، واليهود الفارسيين، واليهود الجورجيين، واليهود البخاريين، ويهود الجبل ترجع أصولهم إلى حد كبير إلى هؤلاء المنفيين؛ وقد هاجرت هذه المجتمعات الآن إلى حد كبير إلى إسرائيل.

## روايات الكتاب المقدس عن السبي

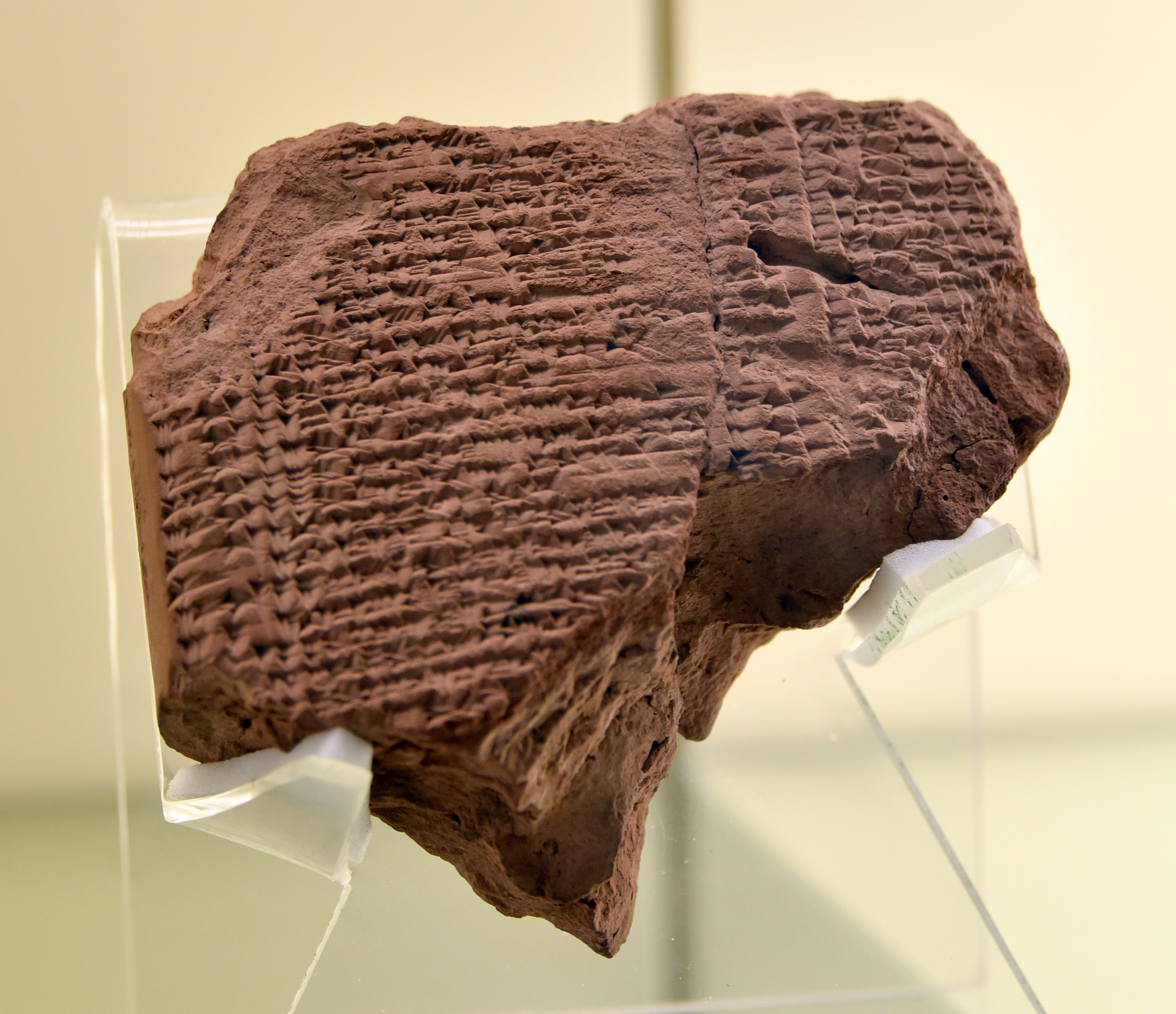
لوح طيني. نقش مسماري أكادي يذكر اسم يكنيا (يهويا كين) ملك يهوذا والسبي البابلي. عُثر على النقش في بابل بالعراق، ويعود لعهد نبوخذ نصر الثاني ق. 580 ق.م. معروض في متحف الشرق الأوسط، برلين

في أواخر القرن السابع قبل الميلاد، كانت مملكة يهوذا بمثابة دولة عميلة تابعة لإمبراطورية الآشورية. في العقود الأخيرة من ذلك القرن، أطاح البابليون بالآشوريين. خشيت مصر من الصعود المفاجئ للإمبراطورية البابلية الحديثة، فسيطرت على الأراضي الآشورية حتى نهر الفرات في سوريا، لكن البابليون شنّوا هجومًا مضادًا. في خضمّ ذلك، قُتل يوشيا ملك يهوذا في معركة مجدو ضد المصريين. بعد هزيمة جيش الفرعون نخاو الثاني على يد البابليين في معركة كركميش سنة 605 ق.م.، بدأ يهوياقيم يؤدّي الجزية لنبوخذ نصر الثاني البابلي، ونُقل بعض نبلاء يهوذا الشباب إلى بابل.
وفي السنوات التالية، انقسم بلاط أورشليم إلى حزبين، أحدهما يدعم مصر والآخر يدعم بابل. بعد هزيمة نبوخذ نصر في معركة ضد المصريين سنة 601 ق.م.، ثارت يهوذا ضد بابل، مما دعا البابليين إلى حصار القدس لثلاثة أشهر بدءًا من أواخر سنة 598 ق.م. توفي يهوياقيم ملك يهوذا أثناء الحصار، وخلفه ابنه يهوياكين الذي كان عمره 18 سنة.(الملوك الثاني 24: 6-8) سقطت المدينة في 16 مارس 597 ق.م.، ونهب نبوخذ نصر المدينة والهيكل، وأخذ يهوياكين ورجال بلاطه وبعض النبلاء الآخرين (بما في ذلك النبي حزقيال) إلى بابل. وعُيّن صدقيا عم يهوياكين ملكًا مكانه، لكن المنفيين في بابل استمروا في اعتبار يهوياكين رأس الجالوت أو الحاكم الشرعي.
وعلى الرغم من تحذيرات إرميا وآخرين من الحزب الموالي للبابلي، ثار صدقيا على بابل ودخل في تحالف مع الفرعون أبريس. عاد نبوخذ نصر وهزم المصريين، ومرة أخرى حاصر القدس، مما أدى إلى تدمير المدينة سنة 587 ق.م. دمر نبوخذ نصر سور المدينة والهيكل، بالإضافة إلى منازل أهم المواطنين، وقُبض على صدقيا وأبنائه وأُعدم أبناء صدقيا أمامه، وأعماه وأخذه إلى بابل مع كثيرين.(إرميا 52: 10-11) أصبحت يهوذا مقاطعة بابلية، تسمى يهود [الإنجليزية]، مما وضع النهاية لمملكة يهوذا المستقلة (بسبب السنوات المفقودة في التقويم اليهودي)، تضع المصادر الحاخامية تاريخ خراب الهيكل الأول في سنة 3338 من عمر العالم (423 ق.م.) أو 3358 من عمر العالم (403 ق.م.).

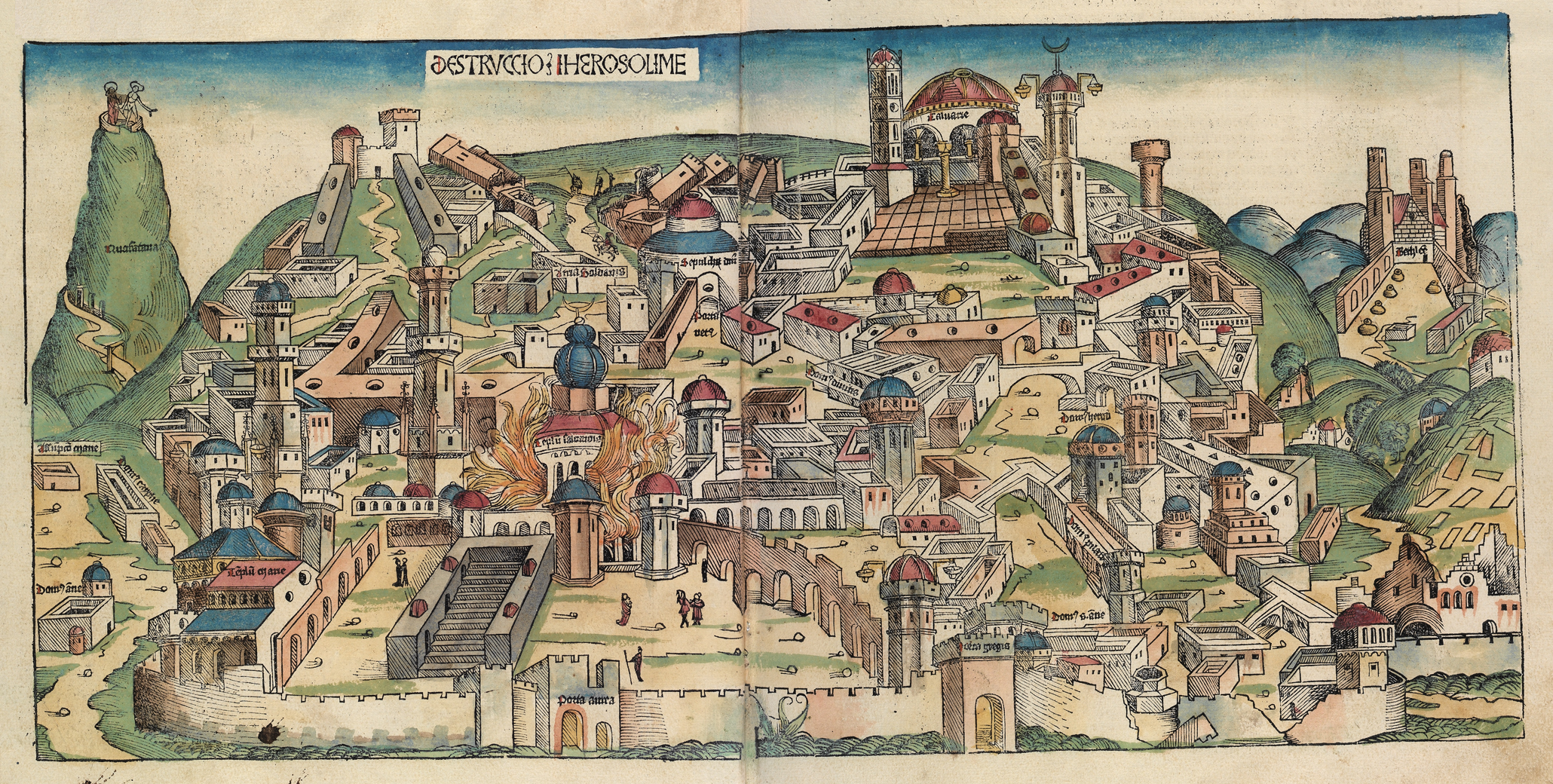
رسم في تأريخ نورمبرج يوضح دمار القدس على أيدي البابليين.

كان أول حاكم عينته بابل هو جدليا أحد مواطني يهوذا؛ شجع جدليا العديد من اليهود الذين فروا إلى البلدان المجاورة مثل موآب وعمون وأدوم على العودة، واتخذ خطوات لإعادة البلاد إلى الازدهار. وبعد مرور بعض الوقت، اغتال أحد أفراد العائلة المالكة جدليا ومستشاريه البابليين، مما دفع العديد من اللاجئين إلى البحث عن الأمان في مصر. بحلول نهاية العقد الثاني من القرن السادس قبل الميلاد، كانت هناك مجتمعات يهودية كبيرة في بابل ومصر بالإضافة إلى أولئك الذين بقوا في يهوذا؛ كانت هذه بداية المجتمعات اليهودية العديدة اللاحقة التي عاشت بشكل دائم خارج يهوذا خلال الشتات اليهودي.
وفقًا لسفر عزرا، أنهى كورش الكبير الفارسي السبي سنة 538 ق.م.، بعد عام من استيلائه على بابل. انتهى السبي بالعودة تحت قيادة الأمير زربابل (الذي كان من نسل داود الملكي) ويشوع الكاهن الأعظم (سليل كهنة الهيكل العظماء السابقين)، وبناءهم للهيكل الثاني بين سنتي 521-516 ق.م.

## الأدلة الأثرية وغيرها من الأدلة غير الكتابية

### الحملة الأولى (597 ق.م.)
جاء في فقرة في السجلات البابلية ما يؤكد حصار نبوخذ نصر للقدس، وأسر ملكها، وتعيين آخر مكانه، ونهب المدينة سنة 597 ق.م.::293 «وفي السنة السابعة، في شهر كيسلف، حشد ملك أكاد قواته وسار إلى أرض الحثيين وعسكر أمام مدينة يهوذا، وفي اليوم التاسع من شهر أدار استولى على المدينة وأسر الملك. وعين هناك ملكًا من اختياره، وعاد بجزية كبيرة إلى بابل.»
تصف ألواح حصص يهوياكين، المكتشفة في حفريات بابل ضمن الأرشيف الملكي لنبوخذ نصر، أوامر حصص الإعاشة لملك يهوذا الأسير، الذي يُعتقد أنه الملك يهويا كين. يشير أحد الألواح إلى حصص الطعام لـ "ياؤ كينو، ملك أرض يهودو" وأبنائه الخمسة الأمراء الملكيين.

### الحملة الثانية (589–587 ق.م.)
عاد نبوخذ نصر والقوات البابلية سنة 589 ق.م. واجتاحوا يهوذا، تاركين أدلة أثرية واضحة تدل على الدمار في العديد من البلدات والمستوطنات هناك.:294 اكتُشفت أثناء الحفريات شقف طينية من هذه الفترة، يشار إليها باسم رسائل لخيش؛ إحداها، والتي ربما كانت مكتوبة إلى قائد لخيش من قاعدة نائية، تصف كيف كانت نيران الإشارات من البلدات المجاورة تختفي: «ولعل (سيدي) على علم بأننا نراقب إشارات النار من لخيش وفقًا لجميع التعليمات التي أعطاها سيدي، لأننا لا نستطيع رؤية عزيقة.» تشهد الاكتشافات الأثرية من القدس أن المدينة بأكملها تقريبًا داخل الأسوار قد احترقت وتحولت إلى ركام سنة 587 ق.م.، ودُمّرت تمامًا.:295

### ما بعد الحملات على يهوذا
أعطت الحفريات والمسوحات الأثرية تقديرًا لعدد سكان يهوذا قبل الدمار البابلي بأنهم كانوا نحو 75,000 نسمة. وبالأخذ في الاعتبار الأعداد المختلفة المذكورة في الكتاب المقدس العبري للمنفيين في أعلى تقديراتها، 20,000 أسير، فإن هذا يعني أنه ربما رُحّل 25% من السكان إلى بابل، مع بقاء الأغلبية المتبقية في يهوذا.:306 على الرغم من تدمير القدس، التي ظلت أجزاء كبيرة منها في حالة خراب لمدة 150 عامًا، ظلت العديد من المستوطنات الأخرى في يهوذا مأهولة بالسكان، ولا تشير الدراسات الأثرية إلى وجود علامات تدل على حالة من الاضطراب فيها في تلك الفترة.:307 يشير عالم الآثار أبراهام فاوست إلى أنه نتيجة لعمليات الترحيل والإعدام التي قام بها البابليون، بالإضافة إلى المجاعات والأوبئة التي حدثت أثناء الحرب، ربما انخفض عدد سكان يهوذا إلى ما لا يقل عن 10٪ مما كان عليه في الفترة التي سبقت عمليات الترحيل.

### الأحوال في المنفى
في بلاد الرافدين، نُقل اليهود المنفيين إلى مستوطنات زراعية، أبرزها مستوطنة تل أبيب بالقرب من مدينة نيبور. يُشير العالم الكتابي نيلز بيتر ليمتشي إلى أن المنفيين اليهود عاشوا أسلوب حياة أقل ازدهارًا مما اعتادوا عليه في وطنهم. واتُهم قادة اليهود المنفيين بعدم الولاء، وأُجبروا على العمل كمزارعين وفي مشاريع البناء وفي المهن البسيطة مثل الرعي وصيد الأسماك. وبسبب الظروف، اضطر المنفيون إلى التخلي عن العبادة القائمة على الهيكل، وكان معظمهم يتعبدون في المنازل الخاصة، ويحافظون على بعض التقاليد الدينية مثل الختان وحفظ السبت وقراءة المزامير والشريعة.

### الفترة الفارسية
تُعد إسطوانة كورش، وهي عبارة عن لوح قديم مكتوب عليه إعلان باسم كورش يشير إلى ترميم المعابد وإعادة الشعوب المنفية إلى وطنها، بمثابة تأكيد مصداقية ما نسبته النصوص الكتابية إلى كورش، ولكن ألمح علماء آخرون إلى أن نص الأسطوانة يخص بابل وبلاد الرافدين، ولم يذكر يهوذا أو القدس. أكد العالم ليستر جراب أن "مرسوم كورش المزعوم" بخصوص يهوذا "لا يمكن اعتباره حقيقيًا"، ولكن كانت هناك "سياسة عامة للسماح للمنفيين بالعودة وإعادة إنشاء مواقع العبادة". وذكر أيضًا أن علم الآثار يشير إلى أن العودة كانت "محدودة" وعلى مدار عقود، ولم تكن حدثًا واحدًا.
أصبحت مملكة يهوذا السابقة جزءًا من الإمبراطورية الفارسية، باسم مقاطعة يهوذا (يهود مديناتا)، ولكن بحدود مختلفة تشمل منطقة أصغر مما كانت عليه مملكة يهوذا. انخفض عدد سكان المقاطعة بشكل كبير عن ما كان عليه عدد سكان المملكة. تشير المسوحات الأثرية إلى أن عدد السكان بلغ حوالي 30,000 نسمة في القرنين الخامس والرابع قبل الميلاد.:308
عرض معرض أقيم سنة 2017م في القدس أكثر من 100 لوح مسماري يعرض تفاصيل التجارة في الفواكه والسلع الأخرى والضرائب والديون والقروض المتراكمة بين اليهود الذين أجبرهم الملك نبوخذ نصر أو أقنعهم بالانتقال من القدس حوالي سنة 600 ق.م. تضمنت الألواح تفاصيل عن عائلة يهودية منفية على مدار أربعة أجيال، وجميعها تحمل أسماء عبرية.
كان معظم اليهود العائدين فقراء، ورأوا في المنفى "تجديدًا روحيًا" أو "عقابًا إلهيًا على الخطايا". كان من أسباب بقاء بعض اليهود الأثرياء وجود الفرص الاقتصادية التي كانت غير شائعة نسبيًا في مملكة يهوذا.

## أدب السبي
كانت فترة السبي مصدرًا غنيًا للأدب العبري. صوّر الكتاب المقدس العبري فترة السبي في سفر إرميا 39 - 43؛ وفي القسم الأخير من سفر الملوك الثاني (الذي صوّر السبي على أنه نهاية مؤقتة للتاريخ)؛ وفي سفر أخبار الأيام الثاني (الذي اعتبر السبي هو "سبت الأرض")؛ والفصول الافتتاحية لسفر عزرا الذي سجّل نهاية السبي. كما جاءت إشارات حول السبي في أعمال أو قصص كتابية مثل الأصحاحات الست الأولى من سفر دانيال، وقصص سوسنة وبعل والتنين وقصة الشبان الثلاثة في سفر إسدراس الأول (3: 1 - 5: 6)، وفي أسفار طوبيا ويهوديت. كما كُتب سفر المراثي خلال السبي البابلي. كذلك، حدثت عملية التنقيح النهائية لأسفار موسى الخمسة في الفترة الفارسية التي أعقبت السبي،:310 وخاصة مع إدراج مواد من المصدر الكهنوتي أحد مصادر الكتاب المقدس العبري الرئيسية الذي كان في المقام الأول نتاجًا لفترة ما بعد السبي بعدما أصبحت مملكة يهوذا السابقة مقاطعة يهود الفارسية.

## أهمية السبي في التاريخ اليهودي

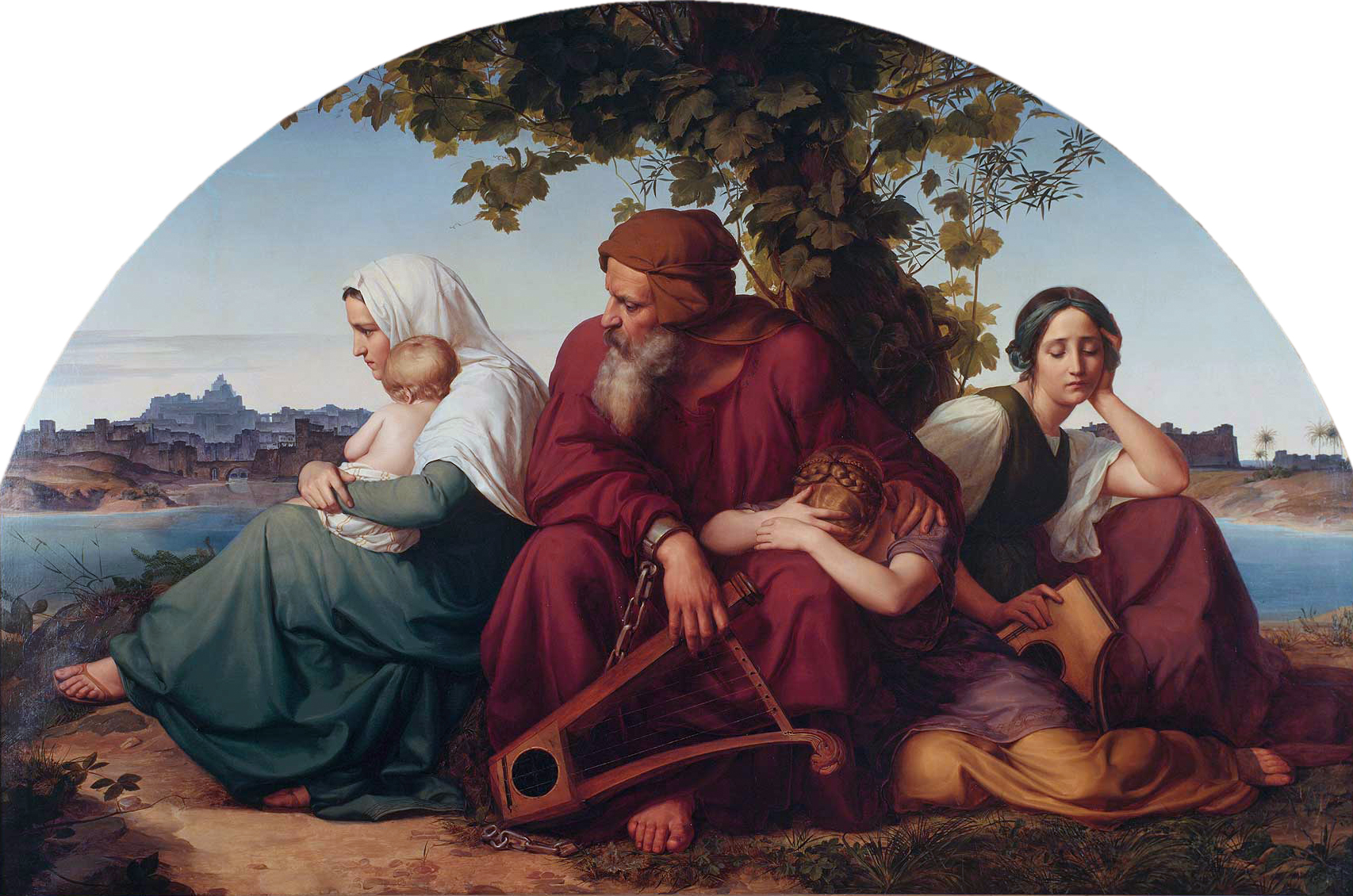
صورة لحداد اليهود على النفي في بابل.

يُصوّر الكتاب المقدس العبري السبي في بابل كعقاب إلهي على عبادة الأصنام وعصيان يهوه مثلما استُعبد بني إسرائيل في مصر ثم خلّصهم الإله. كان للسبي البابلي عدد من التأثيرات الخطيرة على اليهودية والثقافة اليهودية. على سبيل المثال، اعتُمدت الأبجدية العبرية الحالية خلال هذه الفترة، لتحل محل الأبجدية العبرية القديمة. كما شهدت هذه الفترة ذروة التنبؤات الكتابية في شخص حزقيال، وبعد هذه الفترة لعبت التوراة دورًا مركزيًا في الحياة اليهودية. وفقًا للعديد من الباحثين التاريخيين، نُقّحت التوراة خلال تلك الفترة، وبدأ معاملتها كنص رسمي لليهود. كما شهدت هذه الفترة تحولهم إلى مجموعة دينية عرقية أمكنها البقاء دون وجود معبد مركزي. يقول الفيلسوف الإسرائيلي وعالم الكتاب المقدس يحزقيل كوفمان: «كان السبي نقطة تحول. مع السبي، انتهى دين بني إسرائيل، وبدأت اليهودية.»
تزامنت تلك الفترة مع تقلُّد الكتبة والحكماء قيادة اليهود. قبل السبي، كان شعب بني إسرائيل مُقسّمًا حسب الأسباط. بعد ذلك، انقسموا إلى مجموعات عائلية أصغر، وبقي فقط سبط لاوي مستمرًا في دوره في الهيكل بعد العودة. منذ فترة السبي، عاشت أعداد كبيرة من اليهود خارج أرض إسرائيل على الدوام؛ وبالتالي، فهو يمثل أيضًا بداية الشتات اليهودي. في الأدب الحاخامي، أصبحت بابل واحدة من الاستعارات في الشتات اليهودي. في أغلب الأحيان كان مصطلح "بابل" يشير إلى الشتات قبل تدمير الهيكل الثاني.

## التسلسل الزمني
يستند الجدول التالي إلى كتاب راينر ألبرتز "بنو إسرائيل في السبي"، الذي اعتمد فيه بشكل أساسي على النصوص الكتابية.
ملحوظة: ما بين الأقواس يُمثّل تواريخ بديلة محتملة.
| السنة        | الحدث |
| ------------ | --- |
| 609 ق.م.     | وفاة يوشيا ملك يهوذا. |
| 609–598 ق.م. | عهد يهوياقيم (خلف يهوآحاز، الذي حلّ محل يوشيا، وحكم لمدة 3 شهور فقط). بدء تقديم الجزية لنبوخذ نصر سنة 605 ق.م.، وحدوث الترحيل الأول الذي يُعتقد أنه شمل دانيال. |
| 598/7 ق.م.   | عصر يهويا كين (حكم 3 شهور). حصار وسقوط القدس. الترحيل الثاني، 16 مارس 597 ق.م.                                                                                |
| 597 ق.م.     | في سنة 597 ق.م.، أصبح صدقيا ملكًا على يهوذا حيث بتنصيب من نبوخذ نصر الثاني ملك بابل.                                                                           |
| 594 ق.م.     | المؤامرة ضد البابليين. |
| 587 ق.م.     | حصار البابليون للقدس، وتدمير هيكل سليمان. الترحيل الثالث في يوليو/أغسطس 587 ق.م.                                                                              |
| 583 ق.م.     | اغتيال جدليا حاكم مقاطعة يهود المعين من قبل البابليين. هرب العديد من اليهود إلى مصر، والترحيل الرابع المحتمل إلى بابل.                                        |
| 562 ق.م.     | إطلاق سراح يهوياكين بعد 37 سنة من السجن في بابل، وبقائه في بابل.                                                                                              |
| 539 ق.م.     | الفرس يسيطرون على بابل (أكتوبر). |
| 538 ق.م.     | إعلان كورش يسمح لليهود بالعودة إلى القدس |
| 520–515 ق.م. | زربابل ويشوع الكاهن يقودان العديد من اليهود في العودة. تأسيس الهيكل الثاني.                                                                                   |